# Păuliș (Arad)

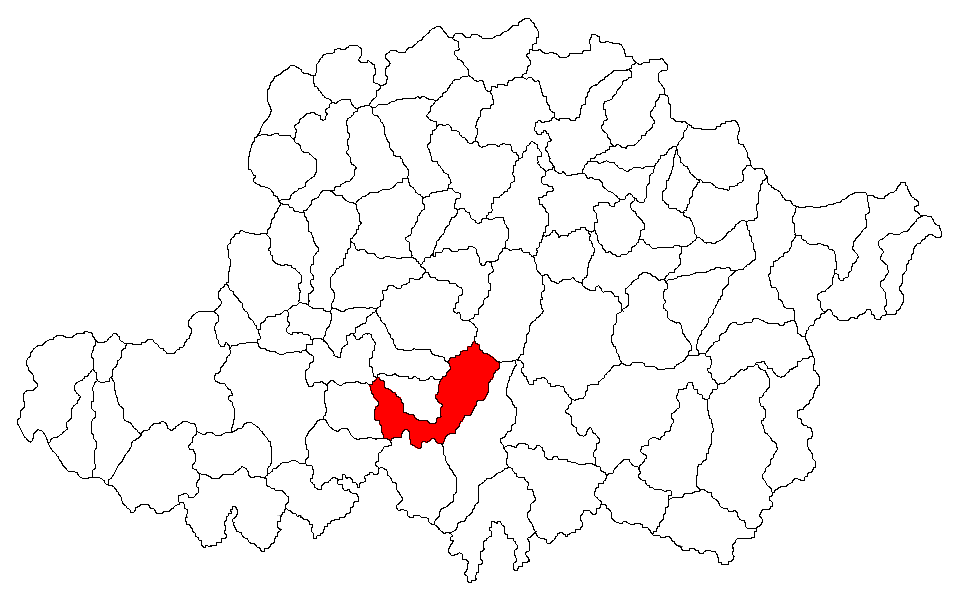
Lage der Gemeinde Păuliș im Kreis Arad

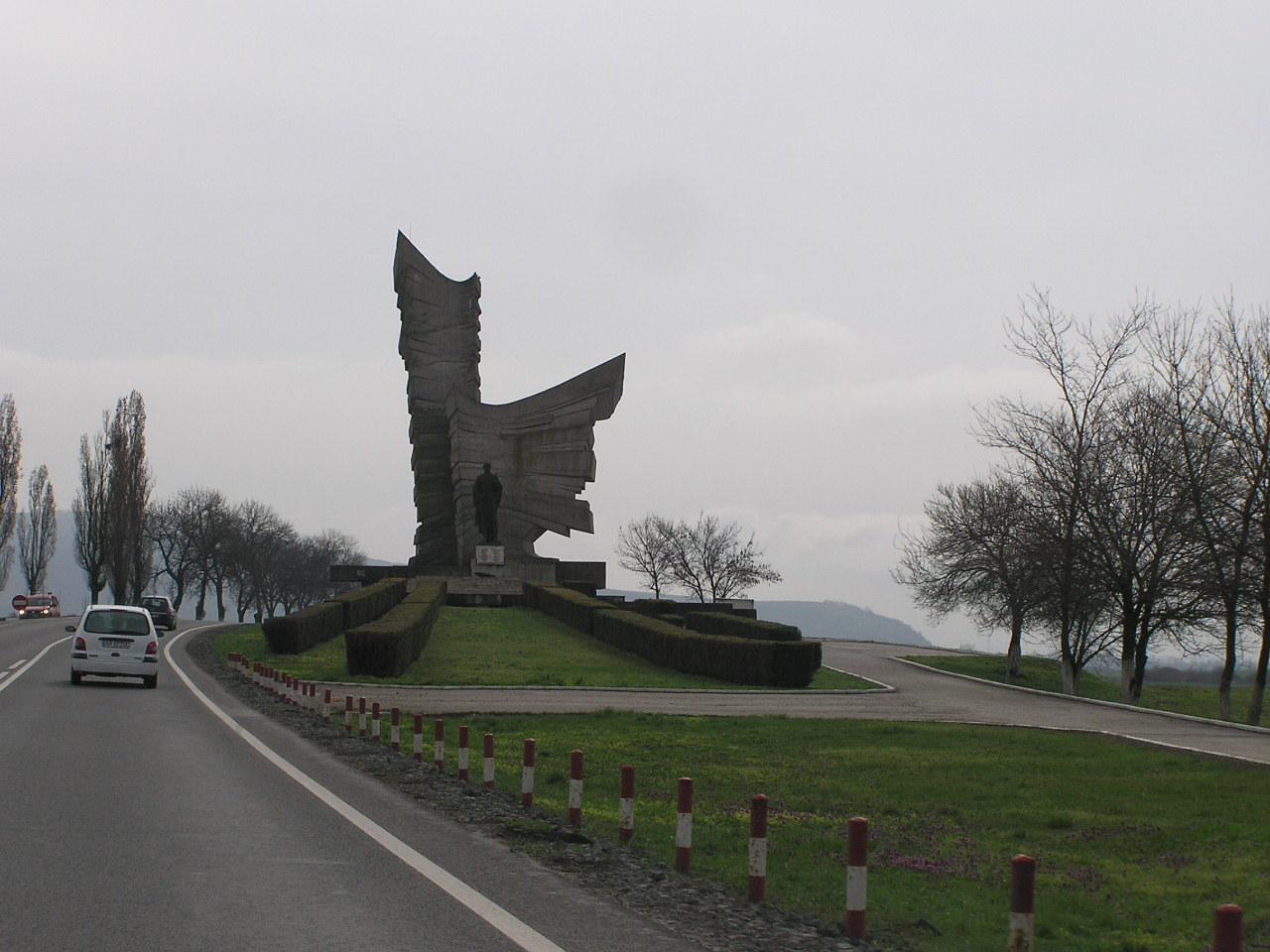
Denkmal an der E86 bei Păuliș

Păuliș (deutsch Paulisch, ungarisch Ópálos oder Pálos) ist eine Gemeinde im Kreis Arad, Kreischgebiet, Rumänien.

## Geografische Lage
Păuliș liegt am rechten Maroschufer, an den Südhängen des Zarand-Gebirges, am Drum național 7 – Teil der Europastraße 68 –, etwa zehn Kilometer von den Burgen Lipova und Șoimoș und etwa 25 Kilometer von der Kreishauptstadt Arad entfernt.

## Nachbarorte
| Sămbăteni | Ghioroc                                     | Miniș   |
| Aluniș    | Kompassrose, die auf Nachbargemeinden zeigt | Cladova |
| Zăbrani   | Neudorf                                     | Barațca |

## Geschichte
Archäologische Ausgrabungen zwischen 1896 und 1897 sowie 1975 in Păuliș und Umgebung belegen, dass diese Gebiete schon in der Frühsteinzeit bewohnt waren.
Der Name stammt nach Ansicht des Historikers Sándor Marki von Palelese, Paulilise, Palülese (deutsch: Pauls Sitz). Die deutsche Ortsbezeichnung ist Paulisch, ungarisch Palos und rumänisch Păuliș. Nach der Kolonisierung mit Deutschen wurde der alte Ortsteil Altpaulisch (ungarisch: Ópalos, rumänisch: Păulișul Vechi) und der neue Ortsteil Neupaulisch (ungarisch: Ujpalos, rumänisch: Păulișul Nou) genannt.
In Păuliș lebten seit eh und je vorwiegend Rumänen, Deutsche und Ungarn, die sich wegen des Weinbaus hier niedergelassen hatten. Bekannt wurde Păuliș durch den Weinbau, der auf steilen Hängen sowie in den eigenen Weingärten betrieben wurde.
Păuliș hat, durch die heldenhaften Widerstandskämpfe der „Radnaer Unteroffizierschule“ im Herbst des Jahres 1944 gegen die faschistischen Truppen, „Geschichte geschrieben“. Unweit des Ortseingangs befindet sich das Ehrendenkmal, das die Erinnerung an die gefallenen Unteroffizierschüler aufrechterhalten soll.
Verwaltung
Von 1718 bis 1778 gehörte Paulisch zur Habsburger Krondomäne Temescher Banat. Nach dem Österreichisch-Ungarischen Ausgleich wurde Palos dem Königreich Ungarn innerhalb der Doppelmonarchie Österreich-Ungarn angegliedert. Infolge des Vertrags von Trianon am 4. Juni 1920 wurde das Banat dreigeteilt, wodurch Păuliș an das Königreich Rumänien fiel.

## Demografie
| 1880 | 4973 | 4104 | 264 | 592 | 13             |
| 1910 | 6039 | 4687 | 438 | 811 | 103            |
| 1930 | 5059 | 4051 | 117 | 788 | 103            |
| 1977 | 4842 | 4098 | 153 | 438 | 153            |
| 2002 | 4148 | 3830 | 132 | 53  | 133            |
| 2021 | 4234 | 3746 | 68  | 15  | 405 (137 Roma) |